# Niederbergkirchen
Niederbergkirchen település Németországban, azon belül Bajorországban. Lakosainak száma 1240 fő (2023. december 31.).

## Népesség
A település népessége az elmúlt években az alábbi módon változott:
| Lakosok száma | 579  | 853  | 589  | 1099 | 1203 | 1195 | 1212 | 1204 | 1239 | 1240 |
|               | 1875 | 1950 | 1975 | 1987 | 2012 | 2014 | 2016 | 2017 | 2021 | 2023 |